# こうのとりのゆりかご〜「赤ちゃんポスト」の6年間と救われた92の命の未来〜
『こうのとりのゆりかご〜「赤ちゃんポスト」の6年間と救われた92の命の未来〜』（こうのとりのゆりかご〜「あかちゃんポスト」のろくねんかんとすくわれたきゅうじゅうにのいのちのみらい〜）は、TBS制作により、2013年11月25日の21:00-22:54にTBS系列で放送されたテレビドラマ。TBSの特別番組プロジェクト『テレビ未来遺産』の1つとして放送された。主演は薬師丸ひろ子。平成25年度文化庁芸術祭テレビ・ドラマ部門の優秀賞を受賞した。
熊本県熊本市に実在する慈恵病院の「赤ちゃんポスト」をめぐる実話を、熊本市を舞台としてドラマ化した作品である。制作にあたり慈恵病院のほか、TBS系列局の熊本放送 (RKK) 、熊本県および熊本市のフィルム・コミッション、熊本市交通局など地元の全面的な協力を得て撮影された。

## あらすじ
2007年5月10日にゆりかごが開始する。
その開設に伴いスタッフやその家族が奮闘するところからはじまる。
その後、何人かの子が預けられ、またその母とのドラマがある。

## キャスト

### 聖母子病院
- 安田 裕美子（看護部長） - 薬師丸ひろ子[4]
- 速水 啓二（理事長） - 綿引勝彦
- 及川 綾子（助産師） - 堀内敬子
- 今野 みどり（看護師） - 江口のりこ
- 服部 純（助産師） - 安藤サクラ
- 百瀬 里奈（助産師） - 南明奈
- 古谷 治郎（事務局長） - 緋田康人[5]
- 大森 昭彦（産科医師） - 須田邦裕

### 安田家
- 安田 正雄（裕美子の夫・安田工務店経営者） - 宇梶剛士
- 安田 貴志（長男） - 渡部秀
- 安田 涼子（長女） - 波瑠
- 安田 舞衣（次女） - 杉咲花

### 赤ちゃんポスト利用者
- 新山 歩美 - 有村架純[6]
- 新山 寛子（歩美の母） - 富田靖子
- 水谷 結 - 徳永えり
- 藤崎 希（未来の生母） - 清水くるみ
- 山瀬 恵（未来の養母） - 中込佐知子
- 恵の夫 - 佐伯新
- 保の母 - 吉田羊
- 保（5歳） - 五十嵐陽向
- 友人の代わりに来たと嘘を吐く女性 - 梅舟惟永

### 熊本市
- 片山 幸文（市長） - 佐々木蔵之介
- 今田 孝志（副市長） - 芹澤名人
- 桜井 俊一（健康福祉局局長） - 矢柴俊博
- 金子 明子（子育て支援課課長） - 千葉雅子
- 内藤 茂（健康福祉局局次長） - 光石研

### その他
- 保の養父 - 野間口徹
- 保の養母 - 大路恵美
- 結の父 - 梨本謙次郎
- 結の母 - 弘中麻紀
- 結の祖父 - 岩手太郎
- 熊本西警察署署長 - 諏訪太朗
- 熊本西警察署刑事課長 - 大河内浩
- 熊本西保健所所長 - 森下哲夫
- 熊本西保健所職員 - 阪田マサノブ
- 厚生労働省役人 - 斎藤歩
- 特別養子縁組仲介人 - 滝沢涼子

## スタッフ
- 脚本：松本美弥子
- 音楽：得田真裕、末廣健一郎
- 演出：金子文紀（TBSテレビ）
- 主題歌：薬師丸ひろ子「僕の宝物」（EMI Records Japan）[7][8][9]
- 「テレビ未来遺産」テーマ音楽：千住明「未来遺産」
- 演出補：大内舞子、宮崎真佐子（TBSテレビ）、斎藤和裕、松浦ちひろ
- 音楽プロデュース：志田博英
- 音楽コーディネーター：溝口大悟
- 撮影：伊澤昭彦
- 照明：小尾浩幸、森田典光、佐藤智宏、山口賢二
- 美術プロデューサー：永田周太郎
- 音響効果：本郷俊介
- CG：田中浩征、井田久美子
- 医療監修：杉本充弘
- 医療指導：渡邊理子
- 方言指導：岡村清香（RKKテレビ）、大久保勝博・大久保美香
- 取材協力：慈恵病院[10]
- 撮影協力：くまもとフィルムコミッション（熊本県観光経済交流局観光課）、くまもとシティ・フィルムオフィス（熊本市シティープロモーション課）、熊本市交通局
- 編成：上田学・中谷弥生（TBSテレビ）
- プロデューサー補：小松貴生（泉放送制作）
- 総合プロデューサー：戸田郁夫・那須田淳（TBSテレビ）
- プロデューサー：鈴木早苗・堤慶太・杉浦美奈子[注 1]（TBSテレビ）/佐々木慎介（RKKテレビ）
- 制作協力：RKK
- 製作著作：TBS